# Ondřej Rut
Ondřej Rut (* 16. listopadu 1981 Praha) je český komunální politik a občanský aktivista. Narodil se na pražském Žižkově, kde žije celý život. Od roku 2006 je zastupitelem městské části Praha 3 za Stranu zelených. V letech 2012 až 2014 místostarosta Prahy 3 pro oblast dopravy, sociální a bytové politiky a energetiky. Předtím působil jako odborný asistent předsedy výboru pro dopravu na Magistrátu hlavního města Prahy. Několik let pracoval jako projektový manažer a poradce pro veřejnou správu a neziskové organizace. Člen Strany zelených od roku 2006.

## Profesní dráha
Absolvoval Gymnázium Pernerova. Vystudoval magisterský obor Sociální a kulturní ekologie na Fakultě humanitárních studií Univerzity Karlovy.
V letech 2005 až 2010 pracoval jako projektový koordinátor v občanském sdružení Zelený kruh, kde řídil a koordinoval činnost českých ekologických nevládních organizací. Komunikoval jejich pozice v rámci evropských struktur, vedl semináře a zpracovával analýzy v oblasti environmentální politiky EU a Česka.
Mezi roky 2010 až 2012 působil jako konzultant a projektový manažer v oblasti čerpání finančních prostředků ze strukturálních fondů Evropské unie. Například pro Ministerstvo školství, mládeže a tělovýchovy či EuroProfis s. r. o.
V období 2014 - 2016 vedl projekty na snižování energetické náročnosti objektů veřejné správy ve firmě Energy Benefit Centre a. s. Kromě přípravy a administrace žádosti dotací, také koordinoval energetické audity, projekce, TDI a připravoval a organizoval veřejné zakázky.
Od roku 2017 pracoval na pozici konzultanta pro veřejnou správu v KPMG.

## Politické působení
Ondřej Rut je členem Základní organizace Strany zelených na Praze 3. Od té doby je také kontinuálně zastupitelem městské části Prahy 3.
Mezi lety 2012 a 2014 zastával funkci místostarosty městské části Praha 3 pro oblast dopravy, územního rozvoje a životního prostředí, kde byl zvolen za Stranu zelených v rámci koalice Žižkov nejen sobě. V roce 2014 se stal předsedou zastupitelského klubu Žižkov nejen sobě, který se přesunul do opozice. Současně působil ve výboru pro územní rozvoj a byl členem komise pro dopravu.
V září 2016 byl jmenován do funkce odborného asistenta předsedy výboru pro dopravu na Magistrátu hlavního města Prahy.
V komunálních volbách v roce 2018 byl Ondřej Rut lídrem kandidátky subjektu Zelení a nezávislí na Praze 3, kteří získali 3 zastupitelská křesla. Zelení společně s TOP 09- STAN a Piráty zformovali vládnoucí koalici a Rut se stal opět místostarostou městské části. V jeho gesci byla po celé volební období oblast dopravy, sociální a bytová politika. Od roku 2020 řídí také oblast energetiky.
Základní organizace Strany zelených na Praze 3 si v lednu 2022 opět zvolila Ondřeje Ruta do čela kandidátky. V nadcházejících volbách v září 2022 tak úspěšně usiloval o obhájení mandátu. Zároveň kandidoval do Zastupitelstva hlavního města Prahy z 45. místa kandidátky koalice Solidarita, kterou tvoří ČSSD, Zelení, Budoucnost a Idealisté, ale neuspěl.

### Místostarosta Prahy 3
Rut se dlouhodobě věnuje zklidňování dopravy v rezidenčních čtvrtích a zlepšování podmínek pro pěší a cyklisty. Během jeho působení v pozici místostarosty pro dopravu inicioval a koordinoval vznik sítě více než 180 parkovacích míst pro kola a koloběžky, která nese název Cyril. To umožnilo dohodu se všemi provozovateli sdílených kol a koloběžek, že lidé mohou parkovat zapůjčený dopravní prostředek pouze na těchto vyhrazených místech. Jedná se mimo jiné o první dohodu svého druhu s firmou Lime. Rut prosazuje lepší propustnost Prahy 3 pro jízdu na kole, byly vyznačeny například cykloobousměrky v Chlumově, Lupáčově či Jeseniově ulici.
Rut spolupracoval na zajištění stavebních úprav křižovatek v blízkosti škol a školek financovaných z programu BESIP hl. m. Praha. Dále nechal zřídit několik zón 30 a zpomalovacích prvků v těchto oblastech s cílem zvýšit bezpečnost a kvalitu života v rezidenčních čtvrtích (např. Biskupcova a okolí, Na Jarově, Na Chmelnici….). Z toho důvodu také inicioval vznik koncepční studie Slezské ulice, podle které by mělo v budoucnu dojít k proměně celé ulice v příjemnější a zelenější rezidenční ulici. Zasazuje se o to, aby všechny plánované rekonstrukce ulic zahrnovaly výsadbu stromořadí, zklidnění dopravy a zvětšení prostoru pro pěší a lidi na kolech.
Ihned po nástupu do pozice místostarosty pro bytovou politiku Prahy 3 koncem roku 2018 Rut inicioval přípravu nových pravidel podporovaného bydlení inspirovaných přístupem Housing first. Výsledkem je bodový systém, který s drobnými úpravami funguje od roku 2020. Jeho cílem je zajistit spravedlivé přidělování bytů nejpotřebnějším (např. senioři, rodiče samoživitelé, lide se zdravotním postižením). Od roku 2020 pod jeho vedením funguje na Praze 3 také tzv. Kontaktní místo pro bydlení, které pomáhá lidem v bytové nouzi. Rut se také zasadil o zrychlení oprav obecních bytů a jejich využití pro sociální služby v rámci snahy o deinstitucionalizaci péče o nezaopatřené a postižené děti.
Z pozice místostarosty pro sociální politiku řídil projekt transformace pečovatelské služby Prahy 3, díky kterému došlo ke zvýšení počtu klientů s vyšší mírou závislosti a rozšíření provozní doby při zachování stejného počtu zaměstnanců. Dále koordinoval přípravu a průběh architektonické soutěže o návrh nového Domu sociálních služeb, který by měl nahradit technicky a kapacitně nedostatečný Ošetřovatelský domov Pod Lipami. Rutovi se rovněž podařilo získat finanční zdroje z Norských fondů na zřízení pozice romské koordinátorky, která působí na Praze 3 od roku 2022.
V oblasti energetiky Ondřej Rut zajistil snížení spotřeby energie ve veřejných budovách MČ Praha 3 metodou EPC (energetické služby se zaručeným výsledkem) a zasazuje se za rozvoj obnovitelných zdrojů energie v městských budovách.

## Občanský aktivismus
Ondřej Rut se již od studentských let občansky angažuje. Spolupracoval s řadou občanských uskupení, např. na záchranu Škroupova náměstí či zachování zeleně na Krejcárku. Z pozice zastupitele rovněž vystupoval proti zbourání mateřské školy Buková, podílel se na zabránění výstavby obchodního centra na Nákladovém nádraží Žižkov, vypsání referenda za zabránění další výstavbě na ploše parku Parukářka a vzniku serveru mapujícího developerskou výstavbu zizkovnezastavis.cz. Vyjádřil též podporu zachování Autonomního sociálního centra Klinika.

## Osobní život
Rut je ženatý a má dvě děti. Mezi jeho záliby patří kromě komunální politiky také rekreační sport, cestování a četba.